# 東大宮バイパス

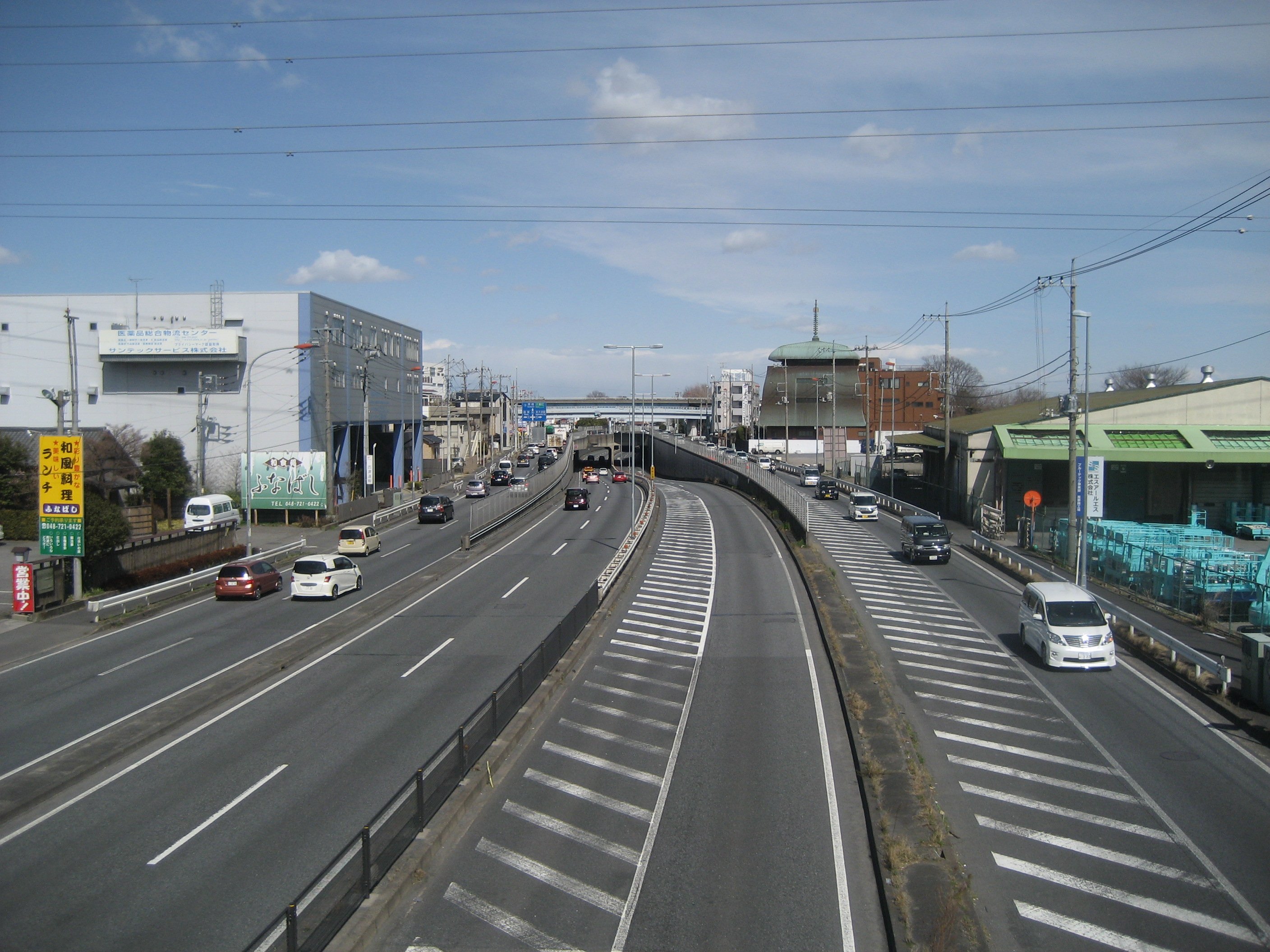
上尾市原市付近

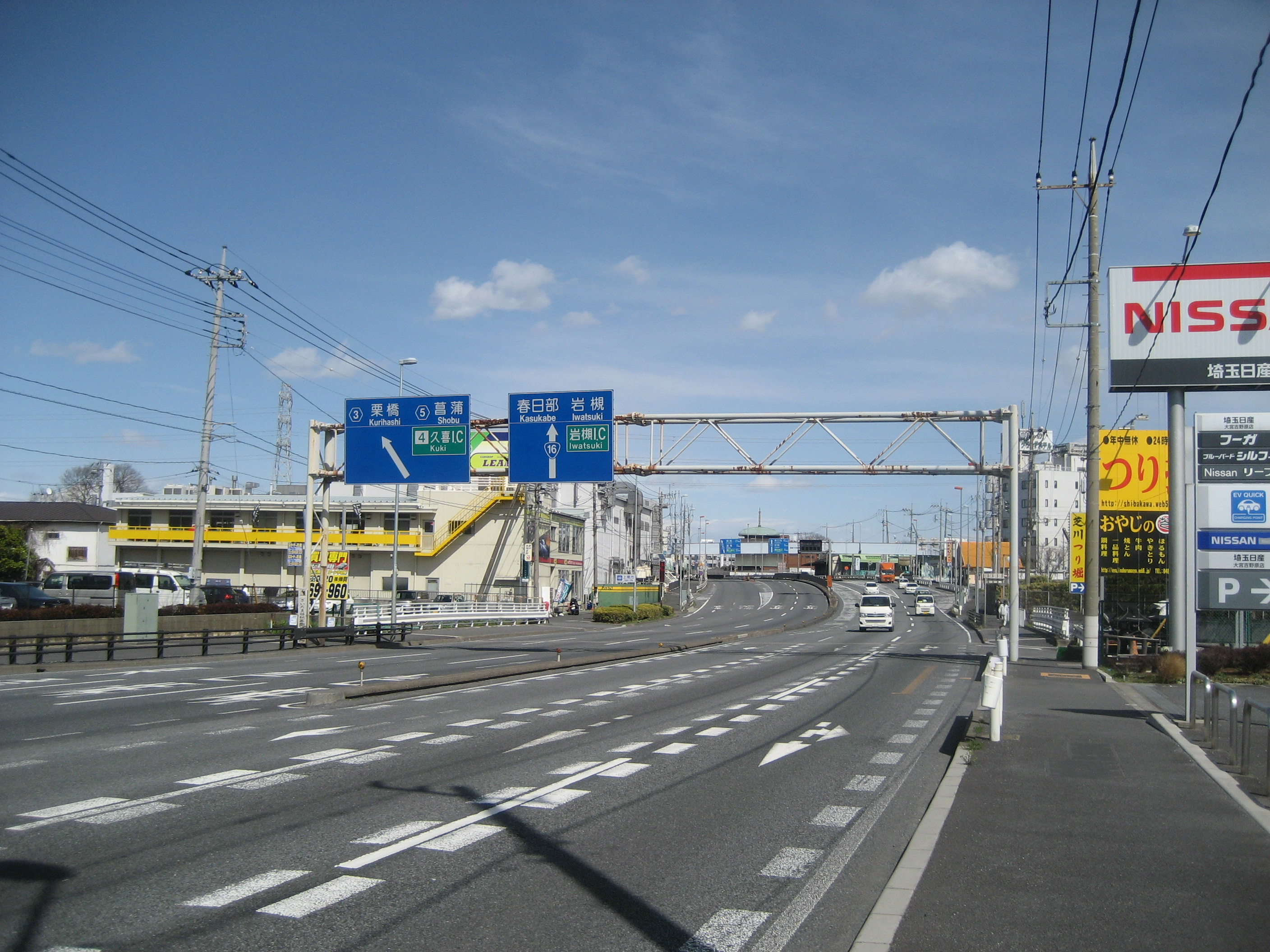
さいたま市北区内（さいたま栗橋線との分岐付近）

東大宮バイパス（ひがしおおみやバイパス）は、国道16号本線のうち、埼玉県さいたま市北区の「吉野町IC」から見沼区の「宮ヶ谷塔交差点」までの区間の名称である。1981年（昭和56年）4月に全線開通した。

## 概要
旧大宮市中心部（さいたま市大宮区）の混雑を迂回するために建設された。旧道は埼玉県道2号さいたま春日部線である。
さいたま市北区吉野町の吉野町ICで国道17号大宮バイパス・新大宮バイパスと分岐し、上尾市を通過して、さいたま市見沼区宮ヶ谷塔で旧道と交差し、その先は岩槻春日部バイパスとなる。
全線4車線であり、吉野町ICから上尾市原市交差点までの約2キロメートル (km) は、1973年（昭和48年）に先行開通した埼玉県道3号さいたま栗橋線と共用しており、6車線になっているが、沿線が工業団地である上、道路の構造に課題があり、渋滞が生じやすくなっている（後述）。
大宮の市街地や住宅地を避けるため、旧道からは大きく北へ迂回しており、大宮駅のすぐ北を通る旧道大栄橋と吉野町ICは約5 km離れている。その分、大規模な沿線開発がしやすく、北区吉野町では工業団地、見沼区春野や深作ではニュータウン、卸町では埼玉県南卸売団地が造成された。

### 都市計画上の扱い
2024年現在、さいたま市の都市計画道路としては「3・3・2 東大宮バイパス線（さいたま市北区吉野町1丁目～さいたま市北区今羽町）」「3・4・3 東大宮バイパス線（さいたま市見沼区大字丸ヶ崎字宮下～春日部市大字増戸字天神原）」が登録されており、開通時の終点である見沼区宮ヶ谷塔から先の春日部市境付近までの区間も東大宮バイパスとして扱われている。

## 道路状況

### 6車線区間
6車線区間は新大宮バイパスの終点である吉野町ICからで、埼玉県道3号さいたま栗橋線と共用する区間でもある。
右折線のスペースが考慮されていない片側3車線であり、外回り区間は吉野町IC交差点から吉野（中）交差点先までは片側2車線しかないため、時間帯によっては新大宮バイパスの国道16号・国道17号分岐地点あたりまで渋滞することがある。その先は片側3車線である。今羽（東）交差点（東北新幹線が高架で通過）を過ぎると中央は本線、外側は側道が分岐するようになっている。本線は原市地下道へ入る。側道は原市交差点を過ぎると県道となるが、右折すると本線へと合流する構造になっている。
一方、内回りは埼玉県道5号さいたま菖蒲線の高架橋を過ぎたところで埼玉県道3号さいたま栗橋線からの側道と合流するが、3車線分のうち1車線は右折線として使われているため、吉野（東）交差点あたりまで終日渋滞している。吉野（中）交差点手前で完全な3車線となるが、バイパスの終点である吉野町ICは外側2車線が新大宮バイパス・国道17号東京方面へ、中央1車線は市道・及び旧中山道への直進と国道17号熊谷方面への右折線となっている。

### 原市地下道
今羽（東）交差点と上尾市の瓦葺東交差点との区間には原市地下道が、地上部分には側道が設けられている。半地下方式で、地上部分は緑地帯が設けられている。
側道内回りは、そのまま進むと埼玉県道3号さいたま栗橋線からの上り線へと至る。原市交差点から右折して埼玉県道3号さいたま栗橋線の久喜方向へ結ぶ役目もある。埼玉県道5号さいたま菖蒲線の陸橋信号を過ぎたところで車線が減少し、本線と合流する。地下道本線内回りについてもやはり同じ位置あたりで車線が減少し、地上部分からの車線と合流する。
側道外回りは、原市交差点から右折して入るようになっている。

### 4車線区間
外回りで原市地下道を過ぎると地上へ出て側道と合流し、信号を過ぎてすぐにJR東北本線（宇都宮線）を高架で渡り、地上区間へと入る。現在は沿道開発が進み、店舗や少し離れたところに住宅が建設されたりしている。やがて、東武野田線（東武アーバンパークライン）を高架橋で越えると終点である宮ヶ谷塔交差点となる。その先は岩槻春日部バイパスとなり、東北自動車道岩槻インターチェンジがあり、信号も多いため渋滞が目立つ。

### 県道との分岐（合流）方式
1981年（昭和56年）に全線開通した時は、当時先行開通していた埼玉県道36号大宮栗橋線（現・埼玉県道3号さいたま栗橋線）を優先した構造だった。そのため、内回りでは県道側は片側2車線で入ってくるのに対し、国道16号本線は1車線に減少させて合流していた。その先は今羽（東）の右折線となるため、本線側の車は左側車線へ進路変更しなければならなくなり、合流する県道側も渋滞を招いていた。
一方、外回りも中央1車線のみが本線へ入るため、知らずに通行していたドライバーは本線側道へ向かうために原市交差点で右折しなければならなかったり、中には強引に路肩を通り抜ける者もいた。
そのことが一部雑誌などに取り上げられたためか、1990年（平成2年）秋～1991年（平成3年）にかけて改善が行われた。外回りは路肩を撤去して中央2車線が本線へ入れるように改修し、また内回りは県道側も車線を減少させて合流させるようにし、国道16号本線優先の構造となった。

## 交通量
| 交通調査地点                 | 昼間12時間自動車類交通量 | 昼間12時間自動車類交通量 | 昼間12時間自動車類交通量 | 24時間自動車類交通量 | 24時間自動車類交通量 | 24時間自動車類交通量 |
| 交通調査地点                 | 小型車                   | 大型車                   | 合計                     | 小型車               | 大型車               | 合計                 |
| ---------------------------- | ------------------------ | ------------------------ | ------------------------ | -------------------- | -------------------- | -------------------- |
| さいたま市北区今羽町付近     | 35,868                   | 14,637                   | 50,505                   | 52,291               | 22,625               | 74,916               |
| さいたま市見沼区丸ヶ崎付近   | 21,967                   | 8,541                    | 30,508                   | 32,314               | 13,865               | 46,179               |
| さいたま市見沼区宮ヶ谷塔付近 | 28,671                   | 9,323                    | 37,994                   | 42,841               | 15,797               | 58,638               |

## 地理

### 通過する自治体
- 埼玉県
  - さいたま市（北区）- 上尾市 - さいたま市（見沼区）

### 接続するバイパスの位置関係
（八王子方面）新大宮バイパス -  東大宮バイパス - 岩槻春日部バイパス（柏方面）

### 交差する道路
| 交差する道路                                               | 交差する道路                                               | 交差点名 | 最高速度 (km/h) | 所在地     | 所在地 |
| ---------------------------------------------------------- | ---------------------------------------------------------- | -------- | --------------- | ---------- | ------ |
| 埼玉県道164号鴻巣桶川さいたま線（旧中山道）方面            |                                                            |          |                 |            |        |
| 国道16号・国道17号（新大宮バイパス） 国道17号 大宮駅方面   | 国道17号 熊谷方面                                          | 吉野町IC | 60 (法定速度)   | さいたま市 | 北区   |
| 埼玉県道35号川口上尾線（産業道路）                         | 埼玉県道35号川口上尾線（産業道路）                         | 吉野町東 | 60 (法定速度)   | さいたま市 | 北区   |
| 埼玉県道5号さいたま菖蒲線（第二産業道路）※側道             | 埼玉県道5号さいたま菖蒲線（第二産業道路）※側道             | 原市中   | 60 (法定速度)   | 上尾市     | 上尾市 |
| 埼玉県道3号さいたま栗橋線※側道                             | 埼玉県道3号さいたま栗橋線※側道                             | 原市     | 60 (法定速度)   | 上尾市     | 上尾市 |
| 埼玉県道322号東門前蓮田線                                  | 埼玉県道322号東門前蓮田線                                  | 丸ヶ崎   | 60 (法定速度)   | さいたま市 | 見沼区 |
| 埼玉県道2号さいたま春日部線 （埼玉県道65号さいたま幸手線） | 埼玉県道2号さいたま春日部線 （埼玉県道65号さいたま幸手線） | 宮ヶ谷塔 | 60 (法定速度)   | さいたま市 | 見沼区 |
| 国道16号（岩槻春日部バイパス）・柏方面                     |                                                            |          |                 |            |        |

### 交差する鉄道と河川
- 東北新幹線・上越新幹線、埼玉新都市交通伊奈線（ニューシャトル）
- 芝川（野原橋）
- 東北本線（宇都宮線）
- 野田線（東武アーバンパークライン）
- 綾瀬川（新簀子橋）

### 沿線の主な施設
| 施設                                           | 所在地     | 所在地 |
| ---------------------------------------------- | ---------- | ------ |
| 大宮総合食品地方卸売市場                       | さいたま市 | 北区   |
| 大正製薬大宮工場・総合研究所                   | さいたま市 | 北区   |
| 埼玉新都市交通伊奈線（ニューシャトル）吉野原駅 | さいたま市 | 北区   |
| ヤマト運輸埼玉ベース店                         | 上尾市     | 上尾市 |
| さいたま市消防局見沼消防署春野出張所           | さいたま市 | 見沼区 |
| アーバンみらい東大宮                           | さいたま市 | 見沼区 |
| 埼玉県南卸売団地                               | さいたま市 | 見沼区 |

## ギャラリー

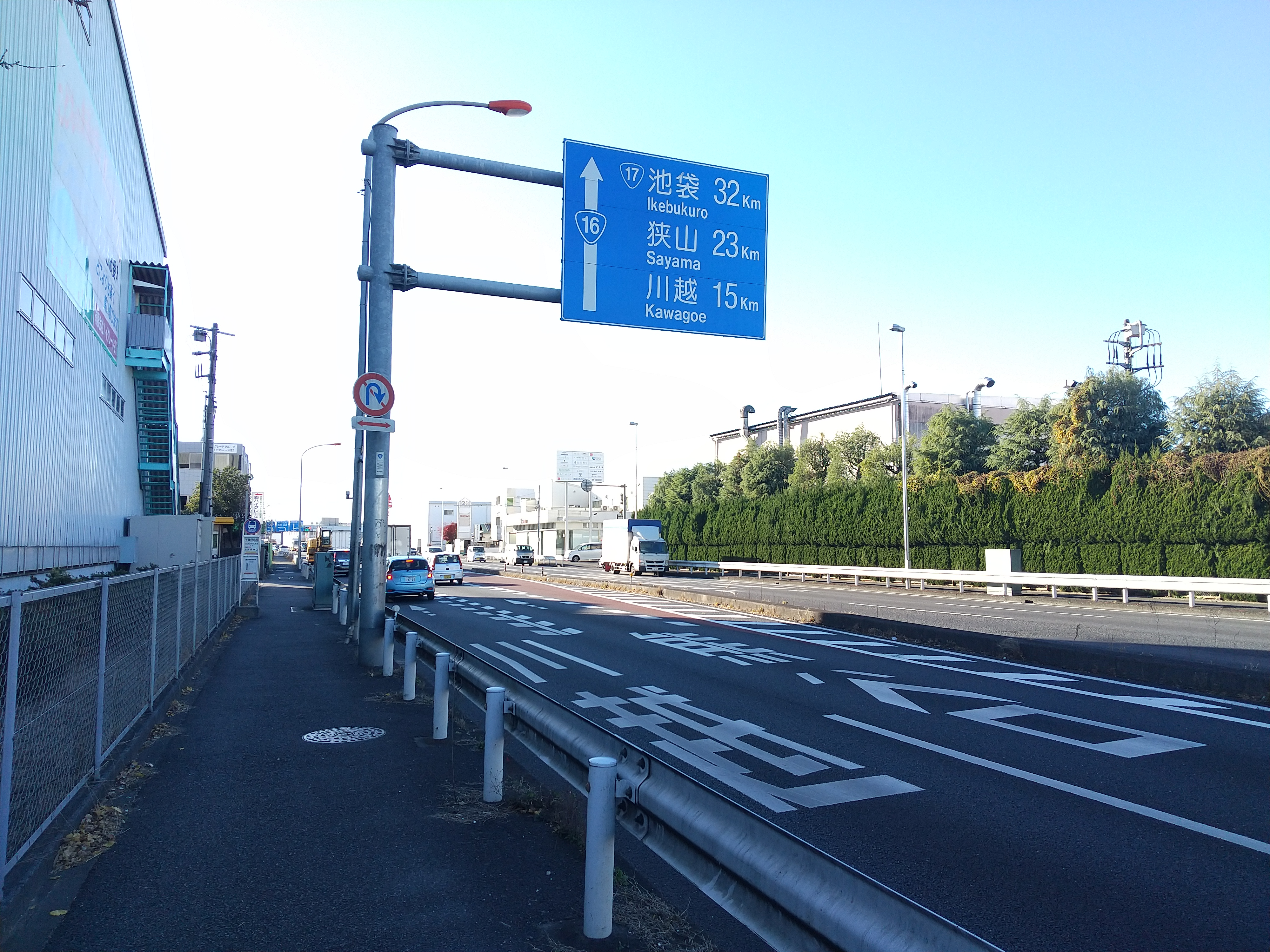
さいたま市北区吉野町付近
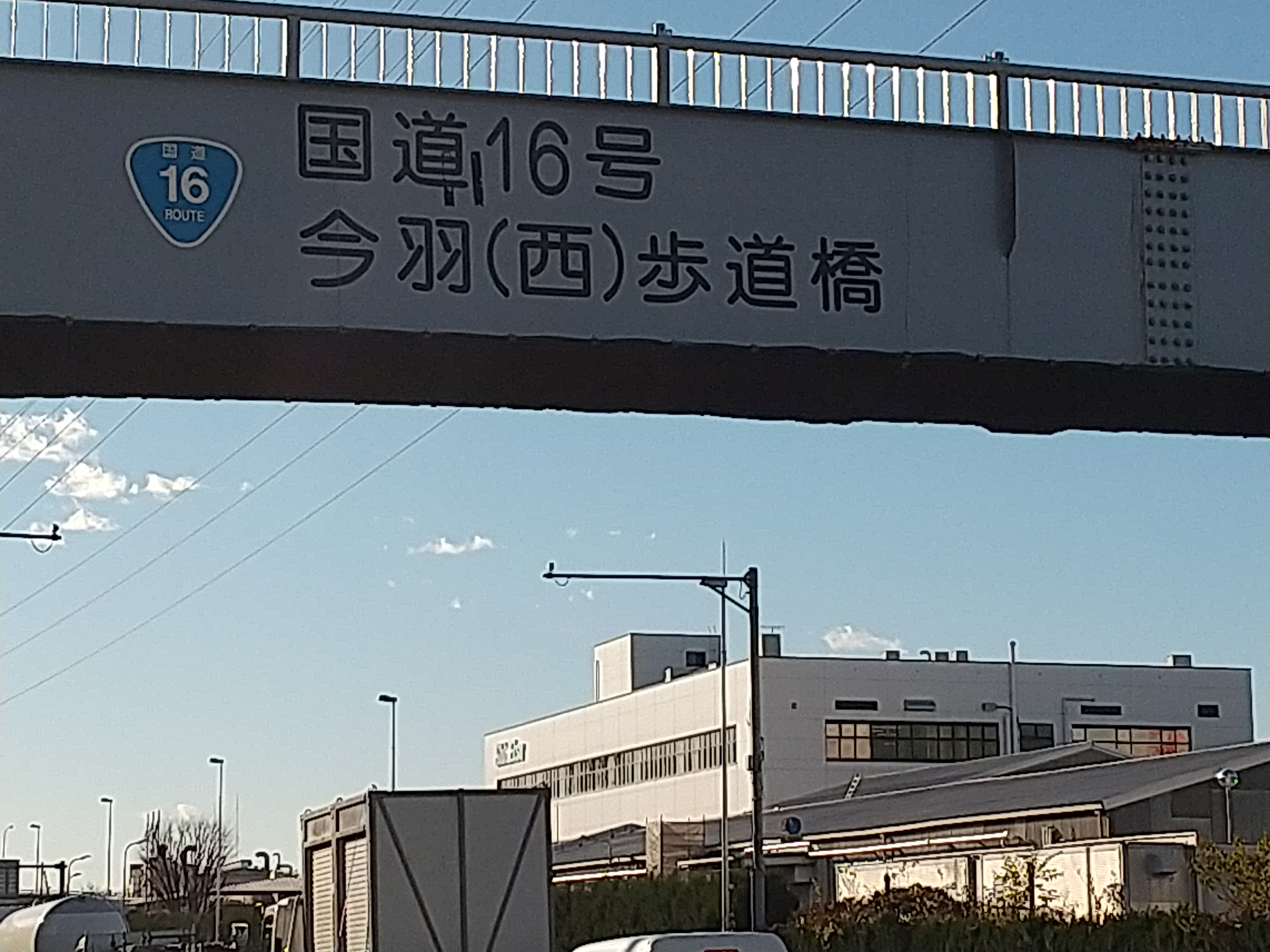
さいたま市北区今羽町付近
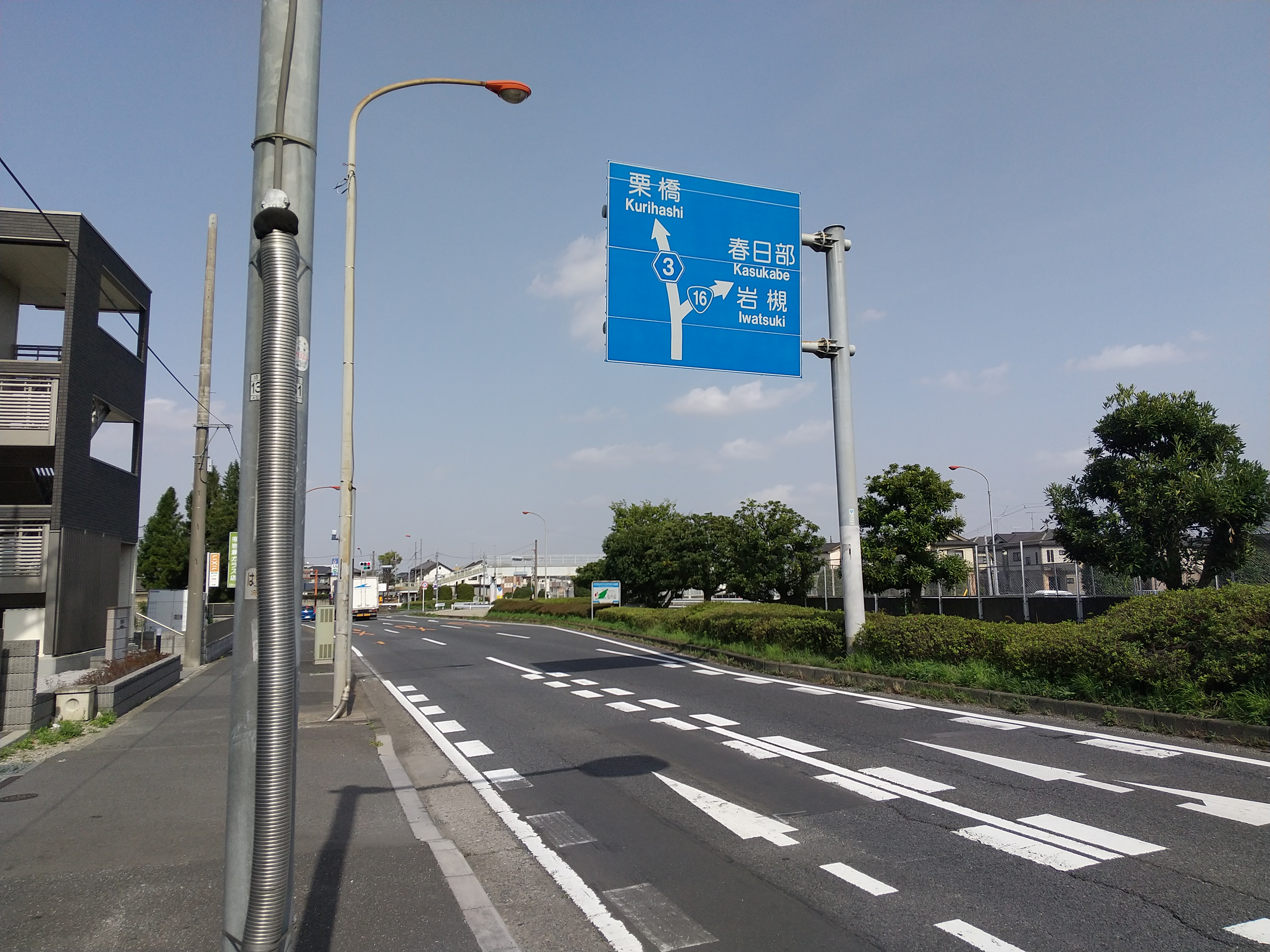
上尾市原市付近
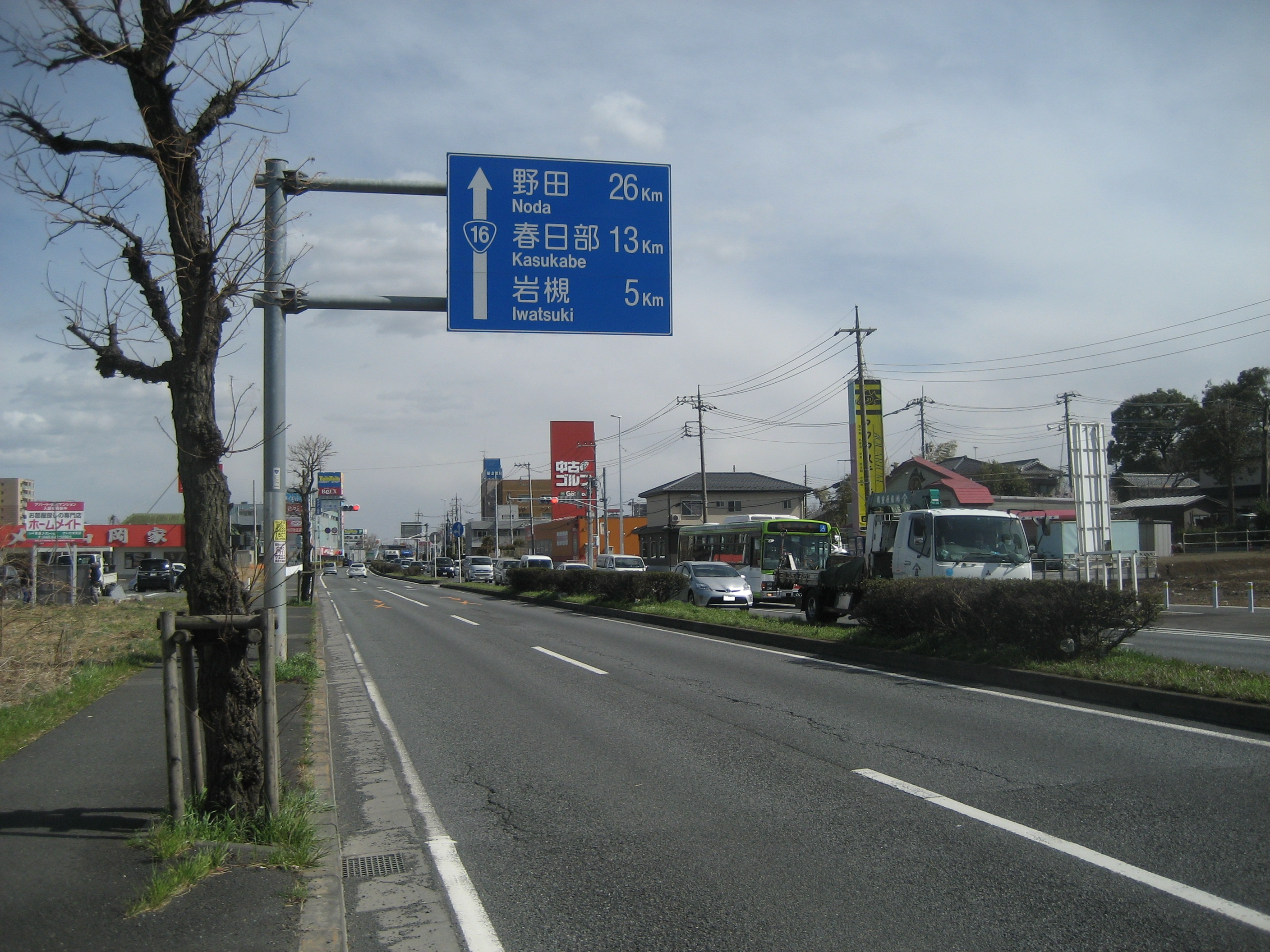
さいたま市見沼区丸ケ崎付近
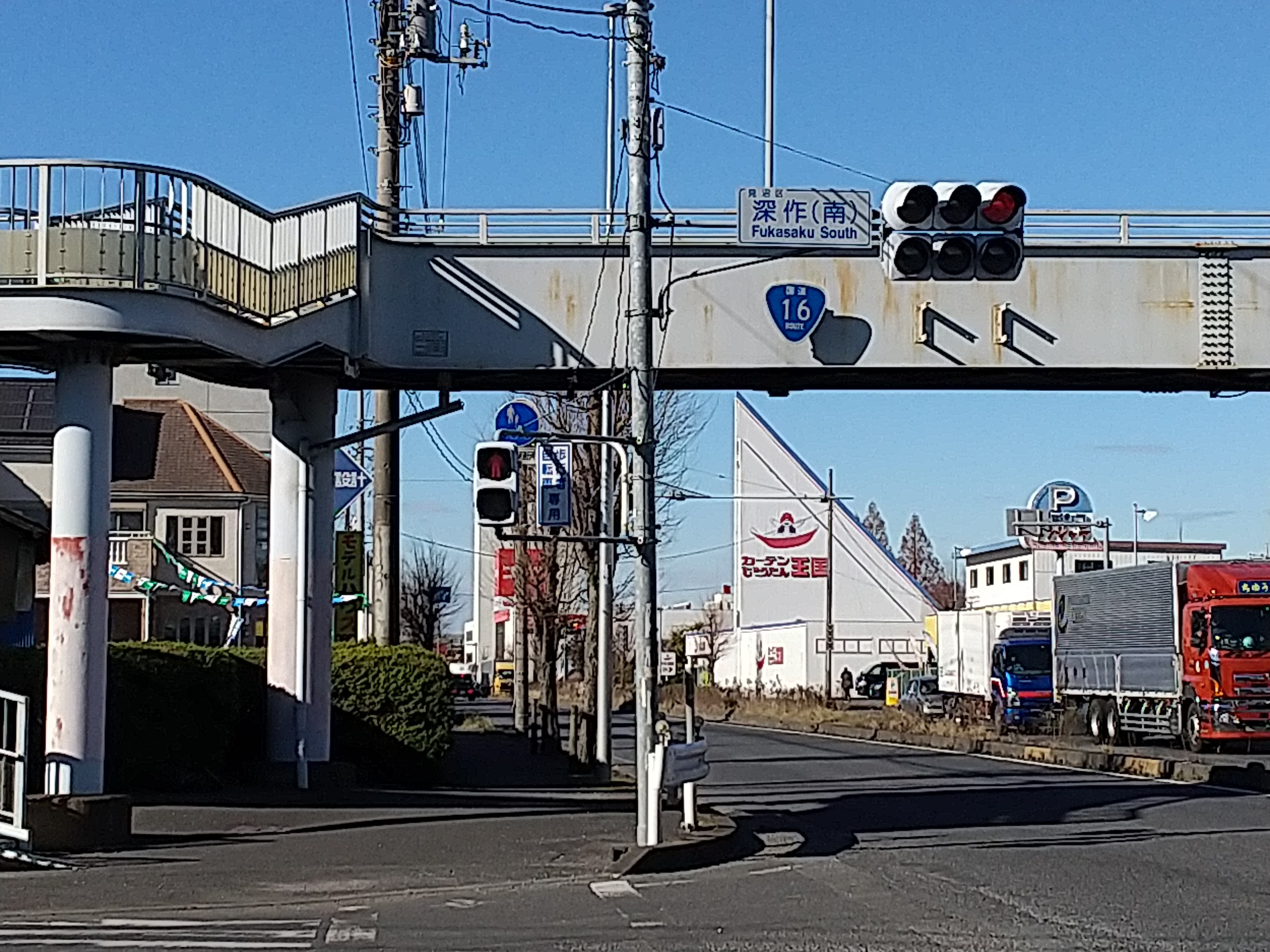
さいたま市見沼区深作付近
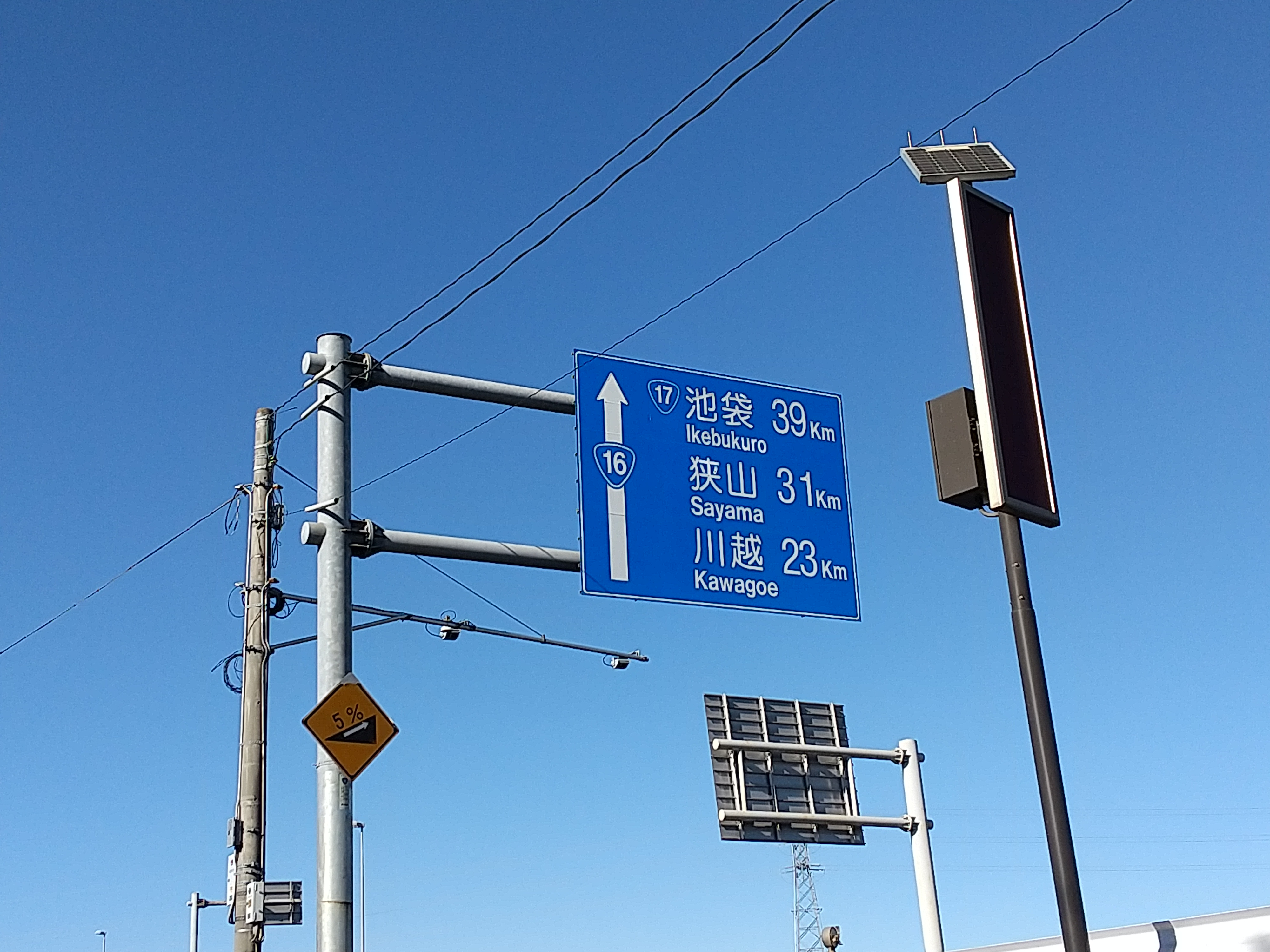
さいたま市見沼区宮ケ谷塔付近